# ریتم حسی‌حرکتی

SMR امواج

ریتم حسی‌حرکتی (به انگلیسی: Sensorimotor rhythm) یا (SMR) یک نوع موج مغزی و یک ریتم غیرفعال نوسانی از فعالیت الکتریکی همزمان مغز است؛ که در دوک‌های خواب در حین ضبط EEG , MEG و  ECoG  بر روی قشر حسی-حرکتی مغز ظاهر می‌شود. برای بیشتر افراد، فرکانس SMR در محدوده ۱۳ تا ۱۵ هرتز است.